# 鶴岡のきりさんしょ
鶴岡のきりさんしょ（つるおかのきりさんしょ）は、山形県鶴岡市に古くから伝わる縁起菓子の一種で、年の瀬の風物詩になっている。

## 概要
製法は全国的に作られる餅菓子の「切り山椒」と同じで、上新粉に砂糖と山椒を炒った粉を混ぜて作るが、「鶴岡のきりさんしょ」の場合には、手打ち蕎麦のように細く、長く切った形をしており、鶴岡では古くから「そば切り」と呼んでいたことから、「切りさんしょ」となった。原材料の白砂糖と黒砂糖の違いから、白いきりさんしょと黒いきりさんしょがある。
明治のはじめ頃、鶴岡の菓子組合の組合長だった老舗菓子店、長崎屋の8代目主人の佐藤甚右衛門がお伊勢参りの帰り、東京に立ち寄り、浅草鷲神社の酉の市を見物していた時に、屋台で売られていた菓子に興味を持ち、鶴岡独自の餅菓子に仕上げた。
現在でも、鶴岡市内の菓子店では、12月に入ると年の瀬を告げるお菓子として作りはじめている。毎年12月17日に開かれる鶴岡市本町2丁目（旧七日町）の観音堂の例祭「観音様のお歳夜」で縁起菓子として売り出されているが、かつては、この日1日だけ売られるお菓子だった。その謂われは、菓子屋がその年にあまったお菓子のくずを大切に保存しておき、それを原料にして、邪気祓いの山椒を混ぜて風味を出して作ったとされ、菓子屋のすす払いと1年間の繁盛の御礼を込めて店の神棚に供えるという意味があった。また、鶴岡には古くから山椒の木を鬼門の位置に植え、魔除けにしていたという風習もある。
現在、鶴岡市内の菓子店では、年末年始のお菓子として店頭売りや通信販売でも取り扱っている。